# Христо Благоев (зограф)
Вижте пояснителната страница за други личности с името Христо Благоев.
Христо Благоев (Блажев) Дамянов е виден български зограф от Македония, представител на Дебърската художествена школа.

## Биография
Роден е в дебърското село Тресонче, тогава в Османската империя, на 16 юни 1863 година. Син е на зографа Благой Дамянов, а по-големият му брат Михаил Благоев също е зограф. В Тресонче учи псалтир, часослов, наустница и смятане при свещеник Мартин, а при баща си образопиство. Христо се е занимавал и с революционна дейност.
През 1870 година след смъртта на баща си двамата братя напускат родното си място и заминават да работят в Софийско. Рисуват икони и стенописи с оригинален рисунък, в който преобладават сините цветове. В 1871 година рисуват иконите и стенописите в църквата „Света Троица“ в село Мировяне.
- Стенописи от Долнопасарелския манастир, 1880 г.
- Влизане в Йерусалим
- Свети Йоан Предтеча
- Света Троица
- Апостоли
- Праведни Исус Навин
- Свети Меркурий и Свети Мина

В 1880 година изписват Долнопасарелския манастир „Свети Петър и Павел“. Над входната врата на църквата в нишата имало запазен отчасти надпис, който казва „из рука... Ристо Благоеви из Дебър от село Тресанче“. Втори надпис над вратата отвън дава датата 15 юни 1880 година. Тяхната живопис поразява с яркостта и свежестта на колорита и експресивността на рисунъка. На западната стена е и портретът на ктитора игумен Васил Иванов от Сопот, в почти цял ръст, монашеско облекло, коленичил с ръце скръстени на гърдите и наведена глава. В ръката си тя държи разгърнат свитък с текст „Тебе молимся Владичицу сохрани манастиръ и народъ“.
- Стенописи от „Света Петка“ в Богьовци, 1882 г.
- Ктиторът Гълаб Петров
- Архангел Михаил взима душата на богатия
- Рождество Христово
- Целувката на Юда
- Пилат измива ръцете си
- Разпятие Христово

През 1882 година двамата работят в църквата „Света Петка“ в Богьовци. Забележителен е ктиторският портрет на дядо Гълъб в народна носия.
По-късно работят в църквата „Свети Никола“ в Драговищица, където оставят надпис „Из руки Михаил Зограф Благоев из Дебърско окружие село Тресонче 1884 г. месец април ден 2-рий“. Стенописите тук се отличават с лекота на изпълнението и своеобразния си колорит. На следната 1885 година двамата работят в църквата „Вси Светии“ в Мрамор и в църквата „Свети Николай“ в Негован. Стенописите в Негован покриват всички стени на църквата и макар да не са подписани, те много приличат на подписаните в Долнопасарелския манастир, а и имената на зографите са запомнени от стари църковни настоятели. Дело на двамата са и няколко иконостасни икони – на Свети Георги, Свети Димитър, Св. св. Кирил и Методий, Света Троца, както и апостолските и целувателните икони. В 1887 година Христо Благоев работи в София като рисува много добри тавани.
- Иконостас и стенописи от „Вси Светии“ в Мрамор, 1885 г.
- Иконостасът
- Стенопис с Рождество Христово
- Стенопис с Възкресение Христово

- Стенописи в западния трем на „Свети Николай“ в Негован, 1885 г.

През 1890 година Христо Благоев се заселва в село Лъжене, където живее няколко години и работи из околните села. Рисува заедно с братовия си син Серафим стенописите в построената през 1893 година църква „Свети Илия“ в Лъжене, но по-късно те са замазани. На едно от иконостасните подиконни табла при изображението на пророк Давид и пророк Исай има надпис „Х. Б. и С. М. Благоеви 1901 – 1903“. В същата 1903 година Христо Благоев рисува в църквата „Въведение Богородично“ в Стара Загора. Рисува и икони за църквата в село Клисура и църквата „Свети Димитър“ в Крабурун.
В 1905 година става свещеник в Кичевския манастир „Света Богородица Пречиста“. Заедно със Серафим в 1907 година изографисва църквата „Свети Йоан Богослов“ в Карнобат. През 1908 година се установява като свещеник в село Дунавци и рисува иконите в църквата „Свети Димитър“.
Умира в Дунавци на 26 август 1947 година.

## Родословие
|  |  |  |  |  |  |  |  |  |  |  |  |  |  |  |  |                  |                |                |                |                |                | Благой Дамянов |  |  |  |  |  |                              |                              |                              |                              |                              |                              |  |  |
|  |  |  |  |  |  |  |  |  |  |  |  |  |  |  |  |                  |                |                |                |                |                |                |  |  |  |  |  |                              |                              |                              |                              |                              |                              |  |  |
|  |  |  |  |  |  |  |  |  |  |  |  |  |  |  |  |                  |                |                |                |                |                |                |  |  |  |  |  |                              |                              |                              |                              |                              |                              |  |  |
|  |  |  |  |  |  |  |  |  |  |  |  |  |  |  |  | Михаил Благоев   | Михаил Благоев | Михаил Благоев | Михаил Благоев | Михаил Благоев | Михаил Благоев |                |  |  |  |  |  | Христо Благоев (1863 – 1947) | Христо Благоев (1863 – 1947) | Христо Благоев (1863 – 1947) | Христо Благоев (1863 – 1947) | Христо Благоев (1863 – 1947) | Христо Благоев (1863 – 1947) |  |  |
|  |  |  |  |  |  |  |  |  |  |  |  |  |  |  |  | Михаил Благоев   | Михаил Благоев | Михаил Благоев | Михаил Благоев | Михаил Благоев | Михаил Благоев |                |  |  |  |  |  | Христо Благоев (1863 – 1947) | Христо Благоев (1863 – 1947) | Христо Благоев (1863 – 1947) | Христо Благоев (1863 – 1947) | Христо Благоев (1863 – 1947) | Христо Благоев (1863 – 1947) |  |  |
|  |  |  |  |  |  |  |  |  |  |  |  |  |  |  |  | Серафим Михайлов |                |                |                |                |                |                |  |  |  |  |  |                              |                              |                              |                              |                              |                              |  |  |